# Iglesia de San Jorge (Lisboa)
La Iglesia de San Jorge una congregación anglicana de habla inglesa en Lisboa, Portugal. Está localizada en la Rua São Jorge 6, al norte de Jardín Estrela.

## Historia
En 1654, un tratado entre el Lord Oliver Cromwell de Inglaterra y el Rey Juan IV de Portugal (firmado en su nombre por João Rodrigues, Conde de Penaguião) permitió a los residentes ingleses en Portugal profesar su propia religión en casas particulares  y también se les permita tener un Lugar para enterrar a sus muertos. Se estableció una capellanía, con servicios celebrados en la casa del enviado británico.

## Construcción
Los anglicanos en Portugal solicitaron permiso para construir una iglesia, pero hasta principios del siglo XIX la Inquisición portuguesa logró que el monarca no se lo concediera. Una primera iglesia de San Jorge fue construida en el cementerio en 1822. Esa iglesia fue consagrada en 1843 pero fue dañada por un terremoto en 1859. Fue reconstruida, pero incendiada en 1886. La iglesia actual fue diseñada por los arquitectos con sede en Londres John Medland y Charles Edward Powell y consagrada en 1889. Es un edificio de estilo románico con nártex, arcadas ciegas y rosetón en su fachada oeste. Las ventanas son de Lavers & Westlake.

## Cementerio
Aunque el tratado de 1654 había prometido un cementerio, la Inquisición portuguesa frustró su implementación. La tierra fue finalmente arrendada en 1717; el primer entierro fue el de Francis La Roche, un refugiado hugonote que murió en 1724.

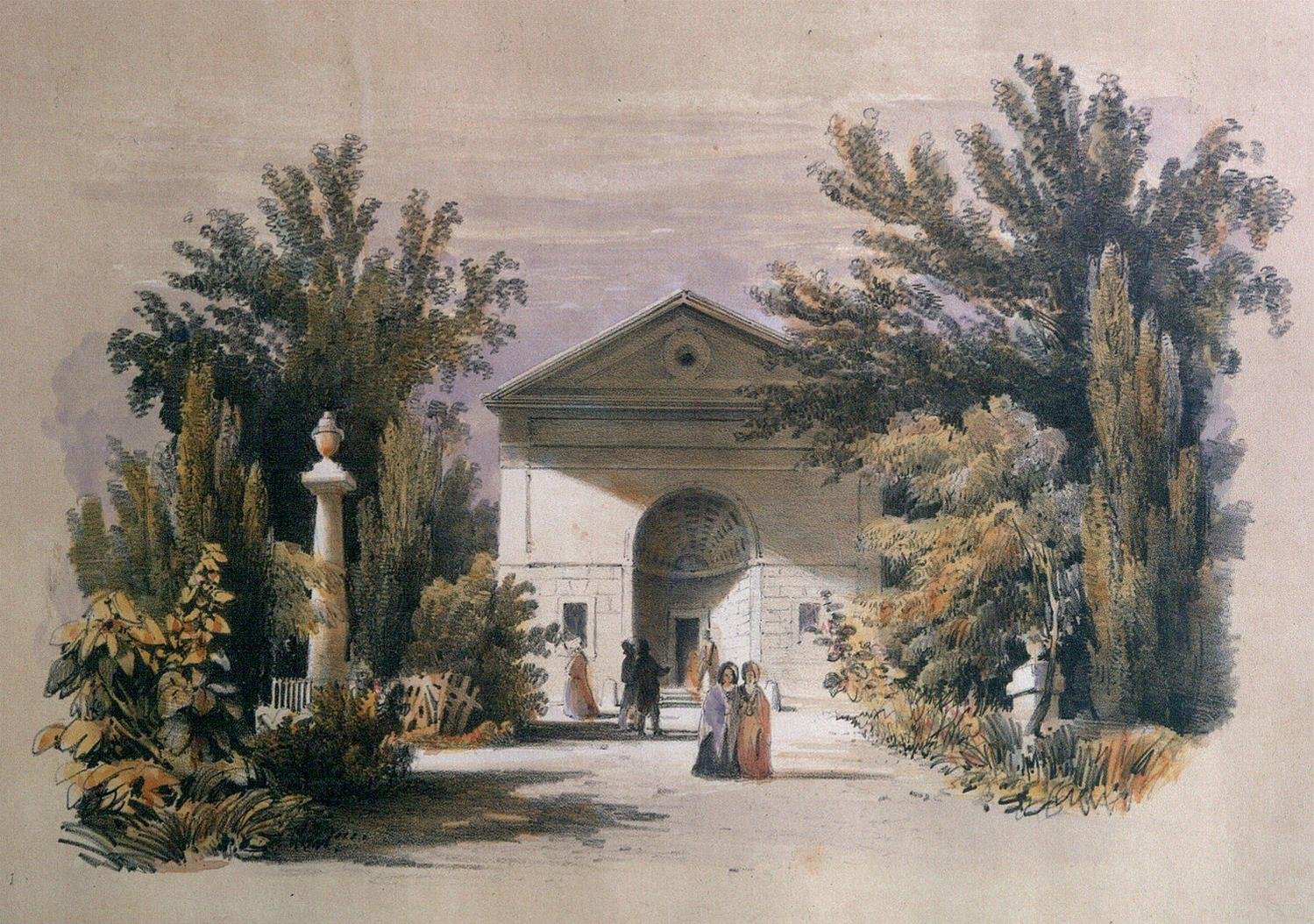
La iglesia original, construida en 1822 y destruida por un incendio en 1886.

Los entierros en el cementerio incluyen las tumbas del escritor Henry Fielding, el escritor de himnos Philip Doddridge, el comerciante David de Pury, el astrónomo alemán Karl Rümker, el mariscal de campo del ejército portugués Christian August, Príncipe de Waldeck y  y el diplomático estadounidense Thomas Barclay.
El cementerio incluye 31 tumbas de guerra de la Commonwealth: cinco de la Primera Guerra Mundial y 26 de la Segunda. 29 están en parcelas individuales; dos se encuentran en bóvedas familiares privadas. Incluyen miembros del ejército británico, la marina real, la fuerza aérea real, la fuerza aérea canadiense real, la marina mercante y la corporación británica Overseas Airways.
El ex regente de Hungría, el almirante Miklós Horthy, que murió en el exilio en Portugal, fue enterrado en el cementerio, junto con su esposa y su hijo. En 1993 fueron exhumados y trasladados al mausoleo de la familia Horthy en Kenderes. 
Fue visitada por George Borrow, quien la menciona en La Biblia en España.

## Gran Capellanía de Lisboa
En 1984 la iglesia de San Jorge se fusionó con la Iglesia de San Paul, en Estoril, para formar la Gran Capellanía de Lisboa. Esto es parte de la Diócesis de la Iglesia de Inglaterra en Europa.

## Órgano de tubos tipo Fincham
Cuando se diseñó la iglesia existente, se incluyeron puestos de coro tradicionales frente al santuario. Henry Fincham construyó e instaló un órgano de tubos de dos manuales. Tiene 25 rangos con brújula de 61 notas de los manuales y brújula de 30 notas de los pedales. Hubo dos cambios menores en el gran órgano que, en su estado original, no incluía paradas con tempo. El órgano fue restaurado en 1971.